# Klapparvik och Källvik
Klapparvik och Källvik – miejscowość (tätort) w Szwecji, w regionie administracyjnym (län) Gävleborg, w gminie Söderhamn.
Według danych Szwedzkiego Urzędu Statystycznego liczba ludności wyniosła: 210 (31 grudnia 2018) i 209 (31 grudnia 2019).